# Ponches-Estruval
Ponches-Estruval (picardisch: Ponche-Étruveu) ist eine nordfranzösische Gemeinde mit 117 Einwohnern (Stand 1. Januar 2022) im Département Somme in der Region Hauts-de-France. Die Gemeinde liegt im Arrondissement Abbeville und ist Teil der Communauté de communes Ponthieu-Marquenterre und des Kantons Rue.

## Geographie
Die Gemeinde liegt überwiegend am linken (südlichen) Ufer des Flusses Authie an der Départementsstraße D224, rund sieben Kilometer nördlich von Crécy-en-Ponthieu. Estruval liegt flussabwärts von Ponches. Das Gemeindegebiet liegt im Regionalen Naturpark Baie de Somme Picardie Maritime.

## Einwohner
| 1962 | 1968 | 1975 | 1982 | 1990 | 1999 | 2006 | 2011 |
| ---- | ---- | ---- | ---- | ---- | ---- | ---- | ---- |
| 168  | 167  | 146  | 154  | 123  | 125  | 110  | 112  |

## Sehenswürdigkeiten
- Gotische Kirche Saint-Léger (St. Leodegar) aus dem Jahr 1613 mit einem Altar des Heiligen Josse (Jodok/Jobst), der im 7. Jahrhundert hier gelebt haben soll.